# Новоселки (Наро-Фоминский район)
Новоселки — деревня в Наро-Фоминском районе Московской области. Входит в состав Атепцевского сельского поселения.

## Физико-географическая характеристика

### Географическое положение
Деревня Новоселки расположена в юго-западной части области на Смоленско-Московской возвышенности, на высоте 185 метров над уровнем моря, в 50 километрах к юго-западу от Москвы (от МКАД). В 5 км юго-западнее деревни проходит граница Калужской области. По территории деревни протекает Барский ручей, приток реки Кременка. После расширения территории Москвы и включения в её границы СП Роговское граница "Новой Москвы" проходит в 1 км юго-восточнее деревни Новоселки за Барским ручьем.

### Климат
Климат умеренно континентальный.
Температура воздуха зимой бывает ниже, чем в других районах Подмосковья. Самый холодный месяц обычно январь — средняя температура — 10 °C. В переходные сезоны часты прохождения циклонов, вызывающих неустойчивую погоду. Смена холодного периода теплым происходит в конце марта — начале апреля. При этом заморозки отмечаются до конца мая, а иногда и первых чисел июня. Весна обычно короткая, с резкими колебаниями температуры. Лето умеренно теплое. В начале лета бывает много солнечных и жарких дней, но при прохождении воздушных масс с севера и северо-востока температура воздуха может значительно понижаться. Средняя температура самого теплого месяца, июля, + 17 °C Во второй половине лета увеличивается количество облачных дней, часты дожди, нередко с грозами. Количество осадков за теплый период (апрель-октябрь) — 400—450 мм (при общем годовом количестве до 550 мм). Осень обычно бывает затяжная, пасмурная, в отдельные годы бывают возвраты теплых и сухих периодов (т. н. «бабье лето»). Холодный период обычно начинается с ноября и длится до марта, а осенние заморозки могут быть уже в начале октября. Устойчивый снежный покров наблюдается с конца ноября до середины апреля. Число часов солнечного сияния за сезон достигает 1600, при этом их количество в теплый и холодный периоды примерно одинаково.

### Рельеф
Рельеф Смоленско-Московской возвышенности в районе деревни Новоселки представляет собой холмисто-волнистую с небольшими пологими возвышенностями равнину. Почвы — преимущественно дерново-подзолистые суглинистые.

### Растительность
Покрытие территории лесами превышает 40 %. Преобладают еловые и елово-широколиственные леса. Из широколиственных пород деревьев встречаются клён, липа, ясень, дуб, а также осина, берёза, рябина. Вегетационный период растений от 170 дней.

### Экологическое состояние
Наро-Фоминский район считается одной из самых экологически чистых зон Подмосковья благодаря благоприятной розе ветров, отсутствию крупных промышленных центров, большой площади лесов. Для этой зоны характерно наличие свободных земель, рассредоточенное размещение мелких деревень, малое количество крупных поселений.

## Население
В деревне Новоселки свыше 80 землевладений, при этом по официальным данным постоянное население — 2 человека. По состоянию на 2013 год, по сведениям администрации, численность постоянного населения возросла до 14 человек. Большая часть землевладений застроена и используется для постоянного или сезонного проживания и ведения подсобного хозяйства жителями Москвы, Наро-Фоминска, Каменского и других населенных пунктов.

## Коммунальное обеспечение
Деревня Новоселки электрифицирована. В 2011-2012 годах проведена реконструкция электросетей деревни с установкой дополнительных трансформаторных подстанций, что значительно улучшило электрообеспечение конечных потребителей.

Централизованное водоснабжение и водоотведение отсутствует, жители пользуются индивидуальными скважинами и септиками. Также в деревне имеются общественные колодцы с питьевой водой.

Согласно муниципальной целевой программе «Газификация населенных пунктов сельского поселения Атепцевское на 2010-2020 г.г.» предусмотрена газификация деревни в вышеуказанные сроки  (недоступная ссылка).

## Экономика
Сельскохозяйственные земли в окрестностях деревни Новоселки принадлежат ОАО «Восход», входящему в Агрохолдинг «Родное поле» Архивная копия от 28 сентября 2007 на Wayback Machine. Поля засеваются кормовыми культурами, а рядом с деревней расположена молочно-товарная ферма «Новоселки».

## Транспорт

### Железная дорога
В 4 км северо-восточнее Новоселок расположен остановочный пункт электропоездов «252 км» Архивная копия от 2 февраля 2010 на Wayback Machine (Большое кольцо Московской железной дороги), до которого можно добраться прямой электричкой с Киевского вокзала Москвы. Возможен проезд с пересадкой через станции Бекасово-1 (Москва-Киевская); Кубинка (Москва-Белорусская); Столбовая (Москва-Курская), Манихино-1 (Москва-Рижская).

### Автобус
Действует круглогодичный пригородный маршрут автобуса № 24 Наро-Фоминск (ст. Нара) — Каменское — Зинаевка. Выполняется 4 рейса в зимний период и 7 — в летний. Архивная копия от 26 ноября 2010 на Wayback Machine Маршрут обслуживает Наро-Фоминское ПАТП ГУП МО «Мострансавто».

### Автомобиль
Основная магистраль для автотранспорта, проходящая через Новоселки — автодорога Наро-Фоминск — Атепцево — Зинаевка, начинающаяся от 73 км федеральной автомобильной дороги М3 «Украина» (Киевское шоссе) (М3). Расстояние от МКАД по автомобильным дорогам 78 км (по Киевскому шоссе — 55 км, далее Наро-Фоминск — Атепцево — Новоселки — 23 км).

## Связь

### Стационарная связь
В деревне Новоселки установлен телефон-автомат стационарной телефонной связи.

### Сотовая связь
В деревне Новоселки расположена вышка сотовой связи московских операторов Билайн и МегаФон.

Ближайшие вышки МТС, с которых, как правило, принимается сигнал в деревне — в 7 км (дер. Клово) и 5 км (дер. Васюнино), поэтому связь устойчива не во всех точках деревни. Иногда сигнал принимается с базовых станций Калужского региона, что приводит к дополнительным расходам в режиме роуминга.

Базовая станция Скай Линк расположена в 5 км (дер. Васюнино), устойчивая связь только с выносной антенной.

По состоянию на 2014 год, высокоскоростной мобильный доступ к услугам сети Интернет (мобильная связь 3G) в Новоселках предоставляют операторы Билайн (свыше 10 Мбит/с), МегаФон (свыше 5 Мбит/с) и Скай Линк (до 1,5 Мбит/с).

## Достопримечательности

### Храм Святителя Николая Чудотворца
Храм Святителя Николая Чудотворца (деревня Новоселки) — эта каменная церковь была построена в 1820 г. вместо обветшавшей деревянной церкви великомученицы Параскевы в селе Дятлово. В главной части она имела престол во имя святителя Николая, а в теплом приделе — во имя великомученика Георгия.
Приход Никольской церкви деревни Новоселки был зарегистрирован в 2001 г. В настоящее время храм восстанавливается.

## Отдых и развлечения

### Спортивная рыбалка
На окраине деревни Новоселки на Барском ручье сооружена плотина, образующая пруд длиной 750 м и шириной до 120 м. Пруд зарыблен (карась, карп, белый амур, линь, щука, сом канальный и речной, форель, сиг, осётр). Организована платная спортивная рыбалка  Архивная копия от 18 декабря 2021 на Wayback Machine. Возможна покупка живой рыбы, аренда беседок и мангалов.

### Охота
В 1 км на север от деревни Новоселки в лесном массиве расположена охотничье-рыболовная база «Нара», относящаяся к Апрелевскому охотничьему хозяйству Московской городской организации общественно-государственного объединения ВФСО «Динамо»/. Архивировано из оригинала 16 ноября 2009 года.. Основными объектами охоты в хозяйстве являются копытные — лось и кабан, а также заяц-беляк. В меньшей степени производится охота на рябчика, вальдшнепа, водоплавающую птицу. Из пушных видов основное значение имеют куница, белка, крот. Рядом с базой, в 500 м, расположен живописный зарыбленный пруд.